# Dietrich Reinkingk

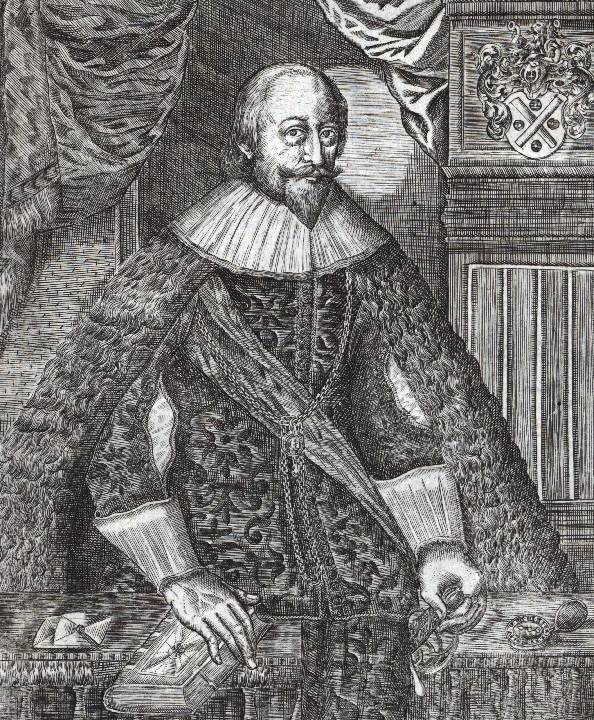
Dietrich Reinkingk

Dietrich (latinisiert Theodor(us)) Reinkingk (* 10. März 1590 in Windau; † 15. Dezember 1664 in Glückstadt) war ein deutscher Staatsrechtler und Politiker. Außerdem ist er ein wichtiger Vertreter der frühen Reichspublizistik.

## Leben
Dietrich Reinkingk wurde am 10. März 1590 in Windau/Kurland geboren. Windau (lett. Ventspils) liegt in Kurland an der Mündung des gleichnamigen Flusses in die Ostsee. Reinkingks Mutter, eine geborene Lambsdorf, starb bereits während seiner frühen Kindheit. Im Alter von 13 Jahren wurde Reinkingk wegen einer Pestepidemie in Kurland nach Osnabrück in Pension gegeben. Im Alter von 26 Jahren wurde Reinkingk 1616 nach Studien in Köln, Stadthagen und Marburg mit der Arbeit „De brachio seculari et ecclesiastico“ zum J(uris) U(triusque) D(octor) promoviert. Bald darauf wirkte er an der lutherischen Universität in Gießen, die aufgrund der Teilung der Landgrafschaft Hessen im Jahre 1607 als Universität für Hessen-Darmstadt gegründet worden war.
Im Jahre 1617 wurde Reinkingk durch Landgraf Ludwig von Hessen-Darmstadt zum außerordentlichen Professor an der Gießener Fakultät berufen. Im Jahre 1618 schied Reinkingk aus der Fakultät aus, da er zum Hofrat in Gießen berufen wurde. Nach verschiedenen hohen Ämtern in Hessen (1625 Vizekanzler) wurde er im Jahre 1632 nach der Rückkehr des herzoglichen Hauses Mecklenburg Kanzler in Schwerin. Hier bewirkte er den Beitritt Mecklenburgs zum Prager Frieden und eine gewisse Distanzierung von Schweden. Mehrfache Inhaftierungen durch schwedische Organe folgten; 1635 und erneut 1645 wurde er als „Geisel“ von schwedischen Truppen zunächst zu Hausarrest verpflichtet und dann in Nienburg inhaftiert. Er kam erst durch den Frieden von Brömsebro Ende August 1645 wieder frei.
Nach seiner Freilassung wurde Reinkingk zum Kanzler des Bremer Erzbischofs Friedrich II. Doch gelang es ihm bei den Osnabrücker Friedensverhandlungen nicht, die von der Stadt Bremen seit langem angestrebte Trennung vom Erzbistum und den Übergang von Bremen und Verden an Schweden abzuwenden. Als aber sein Fürst 1648 den dänischen Thron erbte, gelangte Reinkingk als dänischer Geheimer Rat und Kanzler der „Deutschen Kanzlei“, nämlich der Herzogtümer Schleswig und Holstein, in hohe Ämter bei Hofe; seiner Neigung entsprechend wurde er schließlich ab 1650 als Präsident des Oberappellationsgerichts zu Pinneberg eingesetzt. 1655 erhob ihn Kaiser Ferdinand in den Reichsadelsstand.
Nachdem seine Frau gestorben war, die ihm in 45-jähriger Ehe 11 Kinder geboren hatte, ging Reinkingk eine weitere Ehe ein. Ein Jahr später starb er 74-jährig in Glückstadt. Er ist in Rellingen im noch heute bestehenden Reinkingkschen Erbbegräbnis bestattet.

## Werk
Im Rahmen der später so genannten Reichspublizistik war Reinkingk der prominenteste Vertreter der kaiserlichen Position. Die rationalistischen und reichsfernen Theorien seiner Zeitgenossen wies er zurück. Reinkingk verwendet die römischen und byzantinischen Rechtsquellen gleichberechtigt neben der hl. Schrift, theologischen Fundamentalwerken und lutherischer Dogmatik. Die Staatslehre Reinkingks war von lutherischer Ethik und biblischer Theologie beeinflusst, tendierte jedoch als zu einer einheitlichen postkonfessionellen Verfassungsordnung.
Sein Ziel war es, die gefährdete Verfassungsordnung von 1555 zu erhalten und staatsrechtlich zu begründen. Die modernen Entwicklungen setzten sich jedoch durch, die Reinkingk so charakterisierte: „Die moderne Staatsräson ist eine Teufelsräson, das Gesetzbuch Gottes und dessen Observanz hingegen die beste ratio status und Versicherung des Staates.“

## Werke (Auswahl)
- Conclusiones CCXC de Bracchio seculari et ecclesiastico seu potestate utraque (Promotion in 290 Konklussionen). Gießen 1616
- Tractatus de Regimine seculari et ecclesiastico. 1619, viele weitere Auflagen
- Biblische Policey. Fft./Main 1653. Digitalisat und Volltext im Deutschen Textarchiv
- Jus feciale Armatae Daniae. Kopenhagen 1657.
- Der verjüngte Römische Reichsadler, samt der Macht und Herrlichkeit des Reiches über alle Reiche. Hrsg. Johann Diedrich von Güling. Göttingen 1687